# Едмунд Спенсер
Е́дмунд Спе́нсер (англ. Edmund Spenser, 1552/1553, Лондон — 13 січня 1599, там само) — англійський поет.

## Життєпис
Про дитинство та юність Спенсера відомо дуже мало. Його батько Джон Спенсер переїхав у Лондон із провінції ще до народження майбутнього поета. У Лондоні він став членом торгової компанії «Тейлорз компані», граматичну школу якої близько 1561 року почав відвідувати його син. За задумом фундаторів, школа повинна була прищепити дітям добрі манери поведінки і дати літературну освіту (під «літературною освітою» малося на увазі, головним чином, ґрунтовне вивчення класичних мов — давньогрецької і латинської). У школі одночасно навчалися 250 учнів, причому 100 з них, котрі походили з бідних родин, згідно зі встановленими правилами, здобували освіту безкоштовно; 50 — сплачували лише частину належної суми, а решта 100 школярів, вихідців із заможних родин, сплачували її повністю. Навчання відбувалося протягом цілого року. Заняття починалися о 7 годині ранку і тривали до 5 пополудні з невеликою перервою, під час якої школярі ходили додому обідати. Дисципліна була достатньо твердою. Учням було заборонено їсти в приміщенні школи, приносити іграшки, влаштовувати ігри. Порушників суворо карали.
За часів Спенсера школу очолював Річард Малкастер, яскрава й оригінальна постать, автор кількох трактатів на педагогічні теми. Він прагнув виховати своїх учнів всебічно та гармонійно розвинутими людьми, у цілковитій відповідності до тих ідеалів, які висували у своїх працях філософи-гуманісти епохи Відродження. У школі приділяли значну увагу фізичним вправам, танцям; вихованців навчали грати на різних музичних інструментах.
У 1569 році Спенсер став студентом Кембриджського університету. До курсу, який він вивчав, входили такі предмети, як математика, діалектика (так називалася дисципліна, яка давала студентам навички правильного ведення дискусії), перспектива, астрономія та грецька мова, чудове володіння якою згодом визнавали за Спенсером численні сучасники. Ймовірно, що поет також серйозно вивчав філософію — принаймні у багатьох його творах відчувається сильний вплив ідей давньогрецького мислителя Платона.
1576 року Спенсер отримав звання магістра і залишив університет. Вочевидь, літературною творчістю він почав займатися ще в шкільні роки. Саме до цього періоду відносять збережені переклади Спенсера з Ж. Дю Белле і К. Маро. Але першим твором, що здобув великий успіх, став «Пастуший календар» («The Shepherd's Calendar», 1579). У XVI ст. літературною працею як такою було незмога заробити на прожиток, і тому молодим поетам доводилось або шукати протекції багатих вельмож, або посади на державній службі. Після університету Спенсер за рекомендацією одного з друзів отримав посаду секретаря в канцелярії герцога Лестера. Тут, очевидно, й відбулося його знайомство з талановитим поетом і блискучим придворним Ф. Сідні, небожем Лестера. Саме Сідні Спенсеру присвятив «Пастуший календар».
У 1580 році Спенсер став секретарем лорда Ґрея і виїхав до Ірландії, губернатором якої було призначено Ґрея. Ситуація в Ірландії була неспокійною, то в одному, то в іншому її куточку спалахували заколоти, і поет разом з губернатором був змушений вирушати на їхнє придушення. Через два роки Ґрея відкликали з Ірландії, проте Спенсер не вирушив разом з ним, а вирішив залишитися. У Лондон він знову приїхав аж у 1589-му разом з Волтером Релі, котрий відвідав Ірландію, щоб оглянути землі, подаровані йому королевою. Саме Релі відрекомендував Спенсера Єлизаветі. Поет подарував королеві присвячені їй три перші книги свого найвидатнішого твору «Королева фей» («The Faerie Queene», 1590). «Королеву фей» захоплено сприйняли англійські читачі, але від королівського двору поет отримав лише невелику пенсію і був змушений знову повернутися до Ірландії. Ця подія з життя поета стала основою для сюжету невеликої поеми «Колін Клаутс знову повертається додому» («Colin Clouts Come Home Againe», опубл. 1595).
У червні 1594 року Спенсер побрався з Елізабет Бойл. З коханням до цієї жінки пов'язують створення Спенсером циклу сонетів «Аморетті» («Amoretti», 1595): Я написав над морем на піску
її ім'я, але набігли хвилі
І змили ту роботу нетривку, Та знову я накреслив букви милі.
Вона сказала: «Кинь зарозумілі
Жадання час і смерть перемогти.
Все — прах на світі. Навіть на могилі
Моє ім'я зітреться від сльоти!»
«О ні, — промовив я, — не згинеш ти!
Мій вірш здолає всіх віків припливи, Залишиться, як світло чистоти, На небесах твоє ім'я сяйливе.
Що смерть, як наша ніжність і любов
Життя наступне виплекають знов!»
(75, пер. Д. Павличка)
У 1596 році були опубліковані 4, 5, 6 книги «Королеви фей». 1598 року за рекомендацією королеви Спенсер був призначений шерифом графства Корк в Ірландії, але у жовтні того ж року важко здобутий мир знову змінила війна. Ірландією прокотилася нова хвиля повстань. Повстанці спалили замок, у якому жила сім'я поета; за переказом, у вогні загинув маленький син Спенсера. У грудні 1598 року Спенсер приїхав у Лондон. Пережиті страждання не минули безслідно: невдовзі він захворів і в січні 1599-го помер. Поховали Спенсера у Вестмінстерському абатстві поряд із Джеффрі Чосером.
Як і багато інших поетів Відродження, Спенсер зазнав доволі сильного впливу античної літератури. Так, у «Пастушому календарі» він вдається до жанру пасторалі, який сформувався у творчості античних авторів, головно Феокріта і Вергілія, і з якого знавці поезії XV і XVI ст. радили починати свою творчість молодим поетам. Книга Спенсера складається з 12 частин, кожна з яких названа одним із 12 місяців року. Поряд з традиційними для пасторалі темами — ідилічного існування пастухів на лоні природи та злигоднів кохання, поет вводить до свого «Календаря» роздуми на морально-етичні теми, звертається до проблем релігійного характеру. Зі зміною місяців у коловороті року він також пов'язує різні періоди людського життя і різні етапи, через які проходить у своєму розвитку кохання. Мова «Пастушого календаря» вирізняється незвичайною музичністю та витонченістю. Спенсер навмисно архаїзував лексику, аби надати стилю більшої піднесеності.

## «Королева фей»
За задумом Спенсера, «Королева фей» також мала складатися з 12 частин, але завершити поетові вдалося тільки 6 із них. У сюжеті Спенсер використав мотиви з популярного середньовічного циклу романів про короля Артура і лицарів Круглого Стола. Проте сам Артур у «Королеві фей» є другорядним персонажем. Дія розгортається при дворі королеви Глоріани; її лицарі, подібно до лицарів Круглого Стола, по черзі вирушають на пошук пригод. Водночас «Королева фей» — не просто розповідь про казкові фантастичні події в дусі лицарських романів; для Спенсера його книга — своєрідне дослідження моральних чеснот, на що автор вказує у передмові до твору. Кожна з частин «Королеви фей» присвячена аналізу якоїсь однієї чесноти: 1-а — Релігійності; 2-а — Поміркованості; 3-я — Цнотливості; 4-а — Дружби; 5-а — Справедливости; 6-а — Ввічливости.
А поєднує поет ці два світи — світ лицарського роману і світ християнської моралі — за допомогою алегорії. Зазвичай алегорія складається з кількох змістових рівнів, і перший, буквальний, здебільшого не є у ній найсуттєвішим. Традиційно, алегорія передбачала, окрім буквального, наявність ще трьох смислів: морального, духовного та містичного. У багатьох епізодах «Королеви фей» коментатори також вказують на одночасне існування кількох рівнів значень. Так, у книзі І, у пісні II розповідається про двобій Лицаря Червоного Хреста з Драконом, який захопив королівство батьків Уни (Істини). Згідно з коментарями, моральний сенс цього епізоду випливає з ототожнення людського життя битві: християнин повинен протягом усього свого життя боротися зі злом і уникати спокус. На духовному смисловому рівні двобій Лицаря з Драконом означає боротьбу церкви з дияволом, а на містичному (він зазвичай пов'язаний з життям і діяннями Христа) — сходження Спасителя у пекло для визволення доброчесних душ, що померли ще за дохристиянських часів. Деякі з дослідників уважають, що в «Королеві фей» також міститься чимало алюзій на політичні події, сучасником яких був поет. Наприклад, у згаданому епізоді вони вбачають віддзеркалення конфлікту англіканської церкви з католицькою.
Утім, наявність кількох додаткових планів у змісті «Королеви фей» не зубожує першого, конкретного. Казковий, фантастичний світ, відтворений на сторінках книги, надзвичайно пластичний і наочний. Зі спостережливістю художника Спенсер майстерно використовує зображальні можливості поетичного слова. Водночас Спенсер вдається зберегти у поемі й характерну для його ранніх віршів музикальність мови. «Королева фей» написана особливою строфою, яка отримала назву спенсерової строфи. Вона складається з дев'яти рядків: вісім перших — п'ятистоповий, а останній — шестистоповий ямб, що римуються за такою схемою: ababbcbcc.
Творчість Спенсера мала важливе значення не тільки для свого часу, а й позначилася на літературі наступних епох. Впливу поезії Спенсера зазнали такі поети, як Дж. Томсон, Джон Кітс, Джордж Байрон, Альфред Теннісон та інші.